# Westmalle apátság
A Westmalle apátság (latinul: Abbatia B. M. a Sanctissimo Corde Jesu; hollandul: Abdij van Onze-Lieve-Vrouw van het Heilig Hart) egy belga trappista kolostor Malléban, Antwerpen tartomány keleti részén.

## Története
A francia forradalom elől menekülve 1791-ben a trappistáknak el kellett hagyniuk a normandiai La Trappe-i apátságot. A szerzetesek egy része mártírhalált halt, mások Dom Augustin de Lestrange vezetésével száműzetésbe vonultak, kezdetben a svájci La Valsainte Charterhouseba. A bujdosni kényszerülő szerzetesek szétszóródtak, Franciaországon kívül telepedtek le és új rendházakat alapítottak. Az új alapításokat elősegítette, hogy a regula egy kolostor létszámát kb. 30 tagra korlátozta. Többek között Svájcban, Katalóniában, Münsterben, és Kanadában fogadták be őket. 
A Kanadába tartó csoportot Antwerpen püspöke Cornelius Franciscus de Nelis találkozóra hívta, hogy megkérje alapítsanak trappista kolostort püspökségében és ehhez egy kis farmot ajánlott nekik. A farm neve Nooit Rust ("Soha nem pihen") volt. Lestrange apát engedélyével nyolc szerzetes 1794. június 6-án a Kempen régióban lévő Westmalléban telepedett le.
Két újonc csatlakozott az eredeti nyolcfős csoporthoz, így a közösségnek tíz alapítója lett: Arsenius Durand (első prior), Eugenius Bonhomme de la Prade, Joannes-M. De Bruyne, Joseph X (vezetéknév ismeretlen), Bonavetura X (vezetéknév ismeretlen), Sebastianus Dumont, Hippolytus Moriceau, Zozymus Florentin, Stefanus Malmy és Maria-Bernardus Benoit.
Viszontagságos idők jártak és a szerzeteseknek néhány hónapon belül menekülniük kellett a francia csapatok elől. A közösség a vesztfáliai Darfeld-Rosenthal kolostorban talált menedéket. 1802-ben 12 szerzetes tért vissza westmallei birtokra. 1811. július 28-án azonban Napóleon az összes trappista kolostort bezáratta Franciaországban, így a szerzetesek 1814. augusztus végéig ismét rejtőzködni kényszerültek.
1815 és 1830 között a kolostor az Egyesült Németalföldi Királyság területén működött, ahol I Vilmos és kormánya szintén el akarta törölni az olyan kontemplatív rendeket, mint a trappistáké. A westmallei szerzetesek ekkor iskolát alapítottak és egy vendégházat hoztak létre, hogy bizonyítsák társadalmi hasznosságukat. 
A belga szabadságharc után 1833-ban Engelbert Sterckx érsek jogot adott a kolostornak a trappista rend könyveinek kinyomtatására. Bár helyzetük továbbra is nehéz és bizonytalan volt, a közösség egyre nőtt. 1834-ben tárgyalások kezdődtek a pápai jóváhagyás megszerzéséről, hogy a rendházat apátsággá emeljék, amit 1836. április 22-én XVI. Gergely pápa és Engelbert Sterckx érsek rendelete érvényesített. A westmallei birtok és az apátság végül 1842. december 5-én lett a szerzetesi közösség törvényes tulajdona.

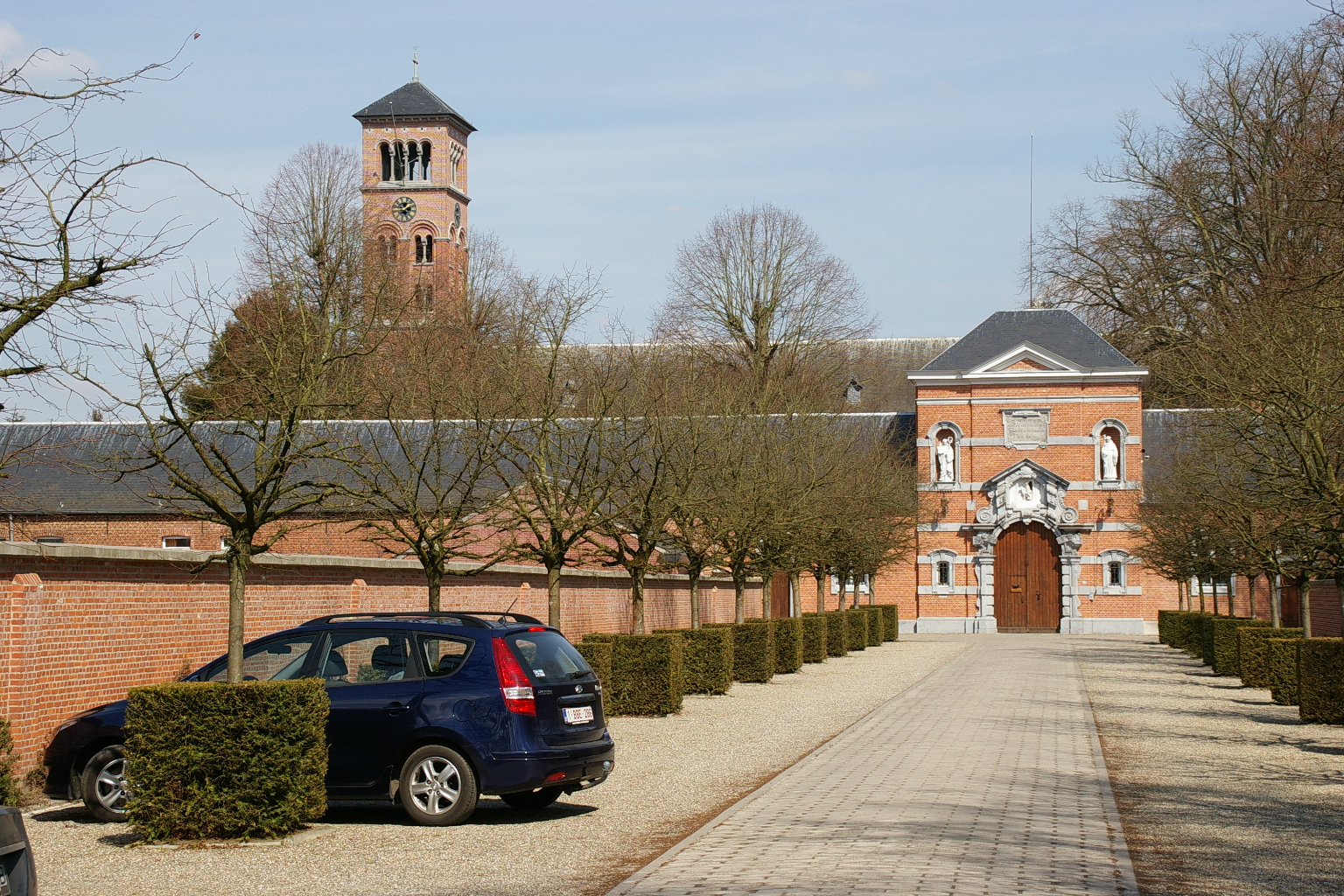
Az apátság bejárata

Westmalléban 1885 után új építkezések kezdődtek és az apátság 1900 körül nyerte el jelenlegi formáját. 1885 és 1887 között egy új templomot és egy vendégházat építettek, majd az apátsági építményeket bővítették és fejlesztették. 1897-ben elkészült egy második sörfőzde, 1898-ban pedig az apátság negyedik, egyben utolsó szárnya, amely egy könyvtárból, refektóriumból, kollégiumból és az újoncok szárnyából áll.
Az I. világháború alatt mindössze 10 szerzetes tartózkodott az apátságban Isidorus Verelst atya vezetésével. A többiek száműzetésben éltek a hollandiai Zundert, Echt és Tegelen kolostorokban. A templomtornyot a visszavonuló belga hadsereg elbontotta és csak 1924-ben építették újjá.
A második világháborúban az apátságot megkímélték. Felújítására 1964-ben került sor.
A westmalle-i trappista apátság a mai napig figyelemre méltó eleme Malle falunak. Továbbra is kolostorként és sörfőzdeként működik.
Az apátság gazdag, nagy múltú örökséggel rendelkezik, amely régi mesterműveket, festményeket, és értékes kéziratokat tartalmaz: közöttük Albrecht Dürer, Jacob van Baelen, Constantin Meunier, Willem Vorsterman, Louis Grosse  Maarten de Vos, Jan-Erasmus Quellinus alkotásait.

## Westmalle sör és más trappista termékek
A westmallei apátságban élő szerzetesek a trappista-rend létrehozója Rance apát előírásait követik: aszkézis, imádság, önmegtagadás, fizikai munka és csend jellemzi a napjaikat. A szerzetesek húsmentes böjti fegyelmet tartanak, egyszemélyes cellákban élik az életük nagy részét, rendkívül egyszerű körülmények között. A Rancé regula lehetővé tette a szerzetesek számára, hogy minden nap egy adag almabort vagy asztali sört igyanak meg. A westmallei szerzetesek régiójuk legnépszerűbb itala, a sör mellett döntöttek, amelyet a kolostor apátsági rangra emelkedése után kezdtek helyben főzni. 1836-ban Dom Martinus apát elrendelte egy kis sörfőzde építését, és még abban az évben december 10-én a déli étkezéshez szolgálták fel az első Westmallében főzött trappista sört. Ebből a hagyományból jött létre a jelenlegi Westmalle Extra, amely máig a szerzetesek söre.
Az apátság évekig csak saját használatra főzött sört. 1856-tól alkalmanként kezdtek sört árusítani a kolostor kapujában, ami nagy sikert aratott: rövid időn belül olyan mértékben megnőtt a kereslet, hogy a sörgyárnak 1865-ben és 1897-ben is terjeszkednie kellett.

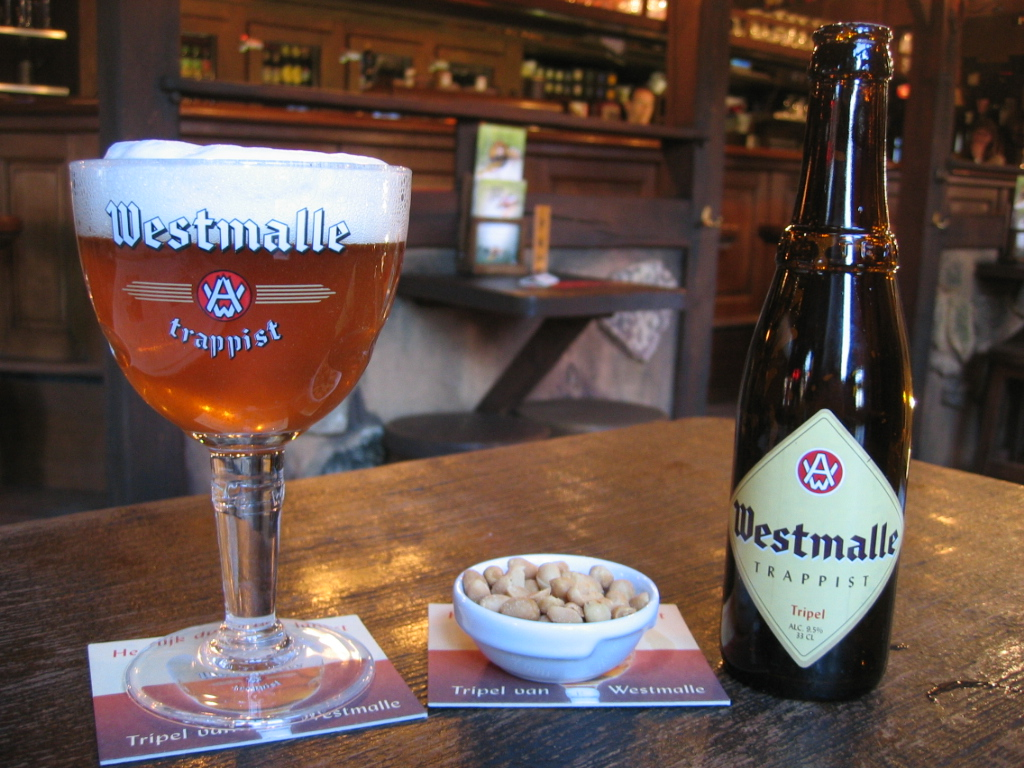
Westmalle trappista sör és sajt

1921-ben a szerzetesek úgy döntöttek, hogy sörkereskedőkön keresztül értékesítik sörüket, így az eladások tovább növekedtek. Az 1930-as évek elején egy új sörfőzdét építettek élesztőkamrával és egy műhellyel. A sörfőzdét napjainkban is folyamatosan fejlesztik, korszerűsítik, így már a legmodernebb technológiával, de még mindig saját alapanyagokból hagyományos eljárással készülnek a Westmalle trappista sörgyár termékei. A szerzetesek már nem vesznek részt a sörfőzde napi tevékenységében, de továbbra is felügyelik a főzési folyamatot, így garantálják sörük minőségét. Ma már csak hét trappista apátság foglalkozik sörfőzéssel, amelyből egy Hollandiában és hat Belgiumban található, ezek egyike a westmallei, amely jogosult az Authentic Trappist Product logó használatára is.
A napi kétkezi munka egy sor finom trappista terméket eredményez, amellyel elsősorban mindennapi életüket finanszírozzák, hogy a kolostor önellátó és független legyen. Westmallében a sörfőzés és a munka nem pusztán gazdasági tevékenység, hanem a közösség szolgálata. A fizikai munkának hozzá kell járulnia az egyén jólétéhez és fejlődéséhez. Szent Benedek regulája kimondja, hogy a kétkezi munkának „lelki értéke” van, és ezért a termékek értékesítésének különleges feltételeket szabnak. A kereskedést szándékosan kis léptékben bonyolítják, és a bevételből az apátság megélhetési költségein túl a rászorulókat is támogatják.
Az apátság falai között sörfőzdén kívül van pékség, farm, és sajtműhely is. A farmon hajdanán növényeket is termesztettek, de a szerzetesek 1932 óta csak a szarvasmarha-tenyésztéssel foglalkoznak. A trappisták napi étrendje sok tejterméket tartalmaz, nem esznek húst – azt túlságosan fényűzőnek tartják – így a nagy tehénistálló kizárólag a tejtermelést szolgálja. A tej nagy részét trappista sajt készítésére használják fel a sajtműhelyben, a maradékot pedig egy helyi tejüzemnek adják el.

## Priorok és apátok

### Priorok
Az első négy priort Augustin (Louis Henri) de Lestrange Dubosc Val-Sainte-i apát nevezte ki. Dom Martinus volt az első vezető, akit a rendház szerzetesei választottak meg 1826-ban, majd a kolostor apátsági rangra emelkedése után ő lett az első apát.
- 1794. június 6–1795. március: Arsenius (Pierre Bertrand) Durand (Châtellerault 1761–Lulworth 1804)
- 1795. március–1795. október 16.: Eugenius Bonhomme de la Prade (Carcassonne 1764–Verlaine 1816)
- 1795-től a Napóleon és VII. Piusz pápa között létrejött 1801-es konkordátumig minden franciaországi kolostor zárva volt .
- 1802–1810 augusztus: Maurus (Joseph) Mori (Ghent 1768–Melleray 1842)
- 1810–1826: Alexius (Alex) Van Kerckhove (Lokeren 1767–Westmalle 1826)
- 1826–1836: Martinus (Frans Daniel) Dom (Kontich 1791–Westmalle 1873)

### Apátok
- 1836–1873: Martinus (Frans Daniel) Dom (Kontich 1791–Westmalle 1873)
- 1872–1896: Benedictus (Michel) Wuyts (Vlimmeren 1819–Westmalle 1921)
- 1896–1911: Ferdinandus (augusztus) Broechoven (Berlaar 1839–Westmalle 1921)
- 1911–1929: Herman Jozef (Jozef Petrus Karel) Smets (Antwerpen 1875–Róma 1943)
- 1929–1939: Tarcisius (Cornelius) Van Der Kamp (Amszterdam 1891–Weert 1939)
- 1940–1956: Robertus (Edward Jozef Modest) Eyckmans (Herentals 1887–Westmalle 1971)
- 1956–1966: Edwardus (Albert Edward) Wellens (szül. Uden, 1916)
- 1967–1975: Deodatus (Godelief Frans Jan) Dewilde (szül. Rumbeke, 1903)
- 1975–1987: Bartholomeus De Strycker (szül. Lier, 1921)
- 1987–2004: Ivo (Raphaël) Dujardin (szül. Turnhout 1938)
- 2004–    : Philip Nathanaël (Gaston) Koninkx (szül. Zandhoven, 1947)

## Fordítás
- Ez a szócikk részben vagy egészben  a   Westmalle Abbey című angol Wikipédia-szócikk ezen változatának fordításán alapul.  Az eredeti cikk szerkesztőit annak laptörténete sorolja fel. Ez a jelzés csupán a megfogalmazás eredetét és a szerzői jogokat jelzi, nem szolgál a cikkben szereplő információk forrásmegjelöléseként.

## Külső hivatkozások
- Westmalle Abbey hivatalos weboldala